# Дерматозоонозы
Дерматозоонозы (лат. dermatozoonoses) — заболевания кожи, вызываемые ядовитыми и паразитическими животными, главным образом членистоногими.

## Членистоногие — возбудители дерматозоонозов
Дерматозоонозы бывают поверхностными (при кратковременном контакте паразитического или ядовитого животного с кожей) и глубокими (при внедрении паразитов в кожу).
Паразитарные дерматозоонозы могут вызывать различные членистоногие: клещи, блохи, вши, комары, клопы, мошки и т. д.
Клещи вызывают различные заболевания кожи — акародерматиты, которые могут быть обусловлены постоянным паразитизмом клещей в коже (демодекоз, чесотка), временным эктопаразитизмом (дерманиссиоз, зерновая чесотка, крысиный клещевой дерматит, тромбидиаз и т. д.) либо аллергией на аллергены клещей (см. Клещевая сенсибилизация). 
Блохи вызывают дерматофилиазы, обусловлены действием секрета слюнных желёз этих насекомых. В местах укусов возникают сильно зудящие мелкие красные пятна с точечным кровоизлиянием в центре, иногда волдыри. 
Укусы постельных клопов приводят к появлению сильно зудящих волдырей на открытых участках тела (см. хемиптероз).
Вши также вызывают поражение кожи (см. Педикулёз, фтириаз).

Укусы двукрылых насекомых (комаров, слепней, москитов и пр.) вызывают различные имагинальные диптерозы: кулицидоз, табанидоз, симулидотоксикоз, флеботодермию.                                                                                                                                                                                                                                         

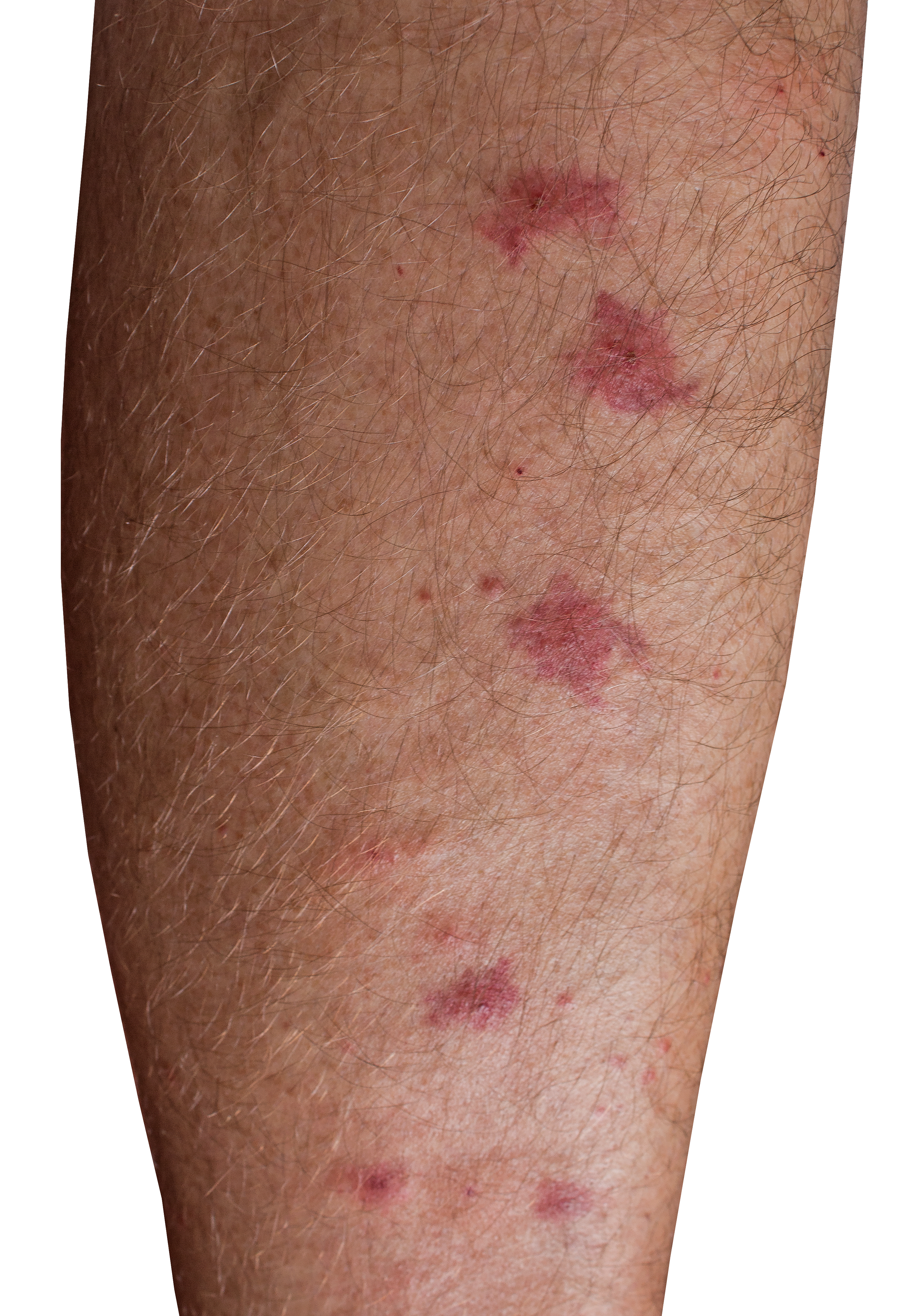
Поражение кожи вызванное укусами слепней (Tabanidae)

Различные виды ядовитых членистоногие — перепончатокрылые (см. гименоптеризм), жуки (см. колеоптеризм), бабочки (см. лепидоптеризм), пауки (см. арахнидизм), многоножки (см. ожог яда многоножки, укусы многоножек) и др. могут вызывать кожные поражения.

## Другие животные, вызывающие дерматозоонозы
Поражения кожи, вызываемые гельминтами принято называть larva migrans (см. также шистосомоз, некатороз, анкилостомоз, стронгилоидоз, цистицеркоз). Кожу могут повреждать пиявки (см. Гирудиноз).
Ядовитые кишечнополостные (например, актинии) также могут повреждать кожу.